# Phlebotomus sundarai
Phlebotomus sundarai är en tvåvingeart som beskrevs av Basak och Tandon 1998. Phlebotomus sundarai ingår i släktet Phlebotomus och familjen fjärilsmyggor. Inga underarter finns listade i Catalogue of Life.